# آسوکا کاوازو
آسوکا کاوازو (انگلیسی: Asuka Kawazu; ۱۲ فوریهٔ ۲۰۰۰ – ) بازیگر، مدل (شخص)، مدل اهل ژاپن بود.